# Apoteose de São Tomás de Aquino
A Apoteose de Santo Tomás de Aquino é uma pintura de altar de 1631 de Francisco de Zurbarán, originalmente pintada para o Colégio Dominicano de Sevilha, mas agora no Museu de Belas Artes de Sevilha.   É a maior composição de Zurbarán. 
Ela mostra São Tomás de Aquino ascendendo ao Céu, onde Cristo, a Virgem Maria, o Apóstolo Paulo e São Domingos estão entronizados, enquanto o Espírito Santo desce sobre ele na forma de uma pomba; e cercado por outros quatro Doutores da Igreja: o Papa São Gregório Magno, Santo Ambrósio, São Jerônimo e Santo Agostinho de Hipona.
No registro inferior da imagem, à esquerda, um grupo de clérigos ajoelhados, na frente dos quais está Diego Deza, fundador do colégio, com três dominicanos, Alonso de Ortiz, Pedro de Ballesteros e Diego Pinel; à direita, o imperador Carlos V e um grupo de figuras não identificadas em mozetas; no centro, sobre uma mesa, repousa um pergaminho, no qual podem ser vistas várias assinaturas, incluindo a do próprio Zurbarán.